# Зомия
Зо́мия (англ. Zomia) — в соответствии с концепцией, разработанной нидерландским историком Виллемом ван Схенделом и развиваемой американским антропологом Джеймсом Скоттом, обширный регион Азии, для населения которого характерно неприятие институтов государственной власти и сознательный отказ от построения общностей с развитой иерархической системой.
Для определения территории Зомии используются как этнографические и социальные, так и физико-географические критерии, что роднит концепцию с идеями географического детерминизма. К её ареалу авторы концепции относят только горные районы с высотой над уровнем моря не менее 300 метров.
К Зомии относятся части по крайней мере трёх макрорегионов — Юго-Восточной, Южной и Центральной Азии. Её географические границы корректируются по мере развития концепции. Изначально ван Схендел включил в неё горные районы Индокитая, территории Гималаев и Тибетского нагорья. Позднее пределы Зомии были расширены за счёт горных районов западного Китая, Афганистана, Пакистана, Кыргызстана и Таджикистана, в результате чего её площадь превысила 2,5 млн км², а совокупное население — 100 млн человек.
Концепция получила заметный резонанс в мировом научном сообществе. Критики упрекают её авторов в недостаточно глубоком изучении истории и социального уклада множества народов, проживающих на этой территории, и, соответственно, считают их выводы излишне обобщёнными и натянутыми.
В социальной журналистике термин получил расширенное толкование, не привязанное к Юго-Восточной Азии: как сообщество или населённый пункт, отстранившиеся по тем или иным причинам от территориального государства и живущее по своим собственным законам.

## Исследования
Ван Схендел выделил Зомию в отдельный регион, отметив в публикации 2002 года, что «любой, кто интересуется подробными современными картами региона, охватывающего Бирму, Северо-Восточную Индию, Бангладеш и прилегающие районы Китая, знает, что таких карт не существует…», так как картографы долгое время не изображали эти территории на географических картах, из-за чего они долгое время оставались «невидимыми».
Термин «Зомия» восходит к слову «зоми», что на куки-чинских языках значит «горец». Полемизируя с учёными западных Гималаев[прояснить] на тему своей статьи 2002 года, ван Схендел расширил Зомию на запад и север, включив в неё части китайских Синцзяна и Цинхая, высокогорья Пакистана, Афганистана, Таджикистана и Кыргызстана.
Популяризовал данный термин и наделил его политическим содержанием Джеймс Скотт в книге «Искусство быть неподвластным», объектом изучения стал не какой-то отдельный народ, а вся эта область. Скотт видит основной смысл Зомии в том, что её жители сознательно выбрали такую жизнь, рутинно сопротивляясь попыткам государств подчинить их себе. Сохранению их свободы и независимости способствуют эгалитарный строй, враждебное отношение к государственности, отсутствие письменности и постоянные восстания против попыток подчинения.
Эдвард Стрингхэм и Калеб Дж. Майлз проанализировали исторические и антропологические особенности обществ Юго-Восточной Азии и пришли к тому же выводу, что жители этих мест избегали взаимодействия с государствами на протяжении тысячелетий. Стрингхэм заключает, что безгосударственные общества типа Зомии успешно сопротивляются государствам, используя географическое положение, особые способы хозяйствования и культуры.

## Описание
Население Зомии составляют различные народы — ахра, карен, лаху, мьен, ва, хмонг и другие. Для её территории характерны малонаселённость, историческая самоизоляция, политическое господство соседних государств, маргинальность всех видов, большое языковое и религиозное разнообразие.
Зомия отличается этнической и религиозной пестротой: есть анимисты, буддисты, некоторые — христиане, многие разделяют даосские и конфуцианские ценности, хуэй — мусульмане, большинство же обществ придерживается сложного синкретизма. На протяжении всей истории частая вражда между местными группами говорила о множестве культур.
В регионе налажены рискованные, но действующие караванные торговые пути, которые способствуют сохранению экономических связей между спонтанными образованиями, находящимися на большом удалении друг от друга. Регион никогда не был объединён политически, там никогда не было империи; он не существовал как пространство, разделённое между несколькими враждующими королевствами. Народы объединяются в поселения на основе происхождения и родственных отношений, из-за удалённости от региональных очагов власти, чувства отличия от большинства и географической удалённости, состояния маргинальности, связанного с политическими и экономическими проблемами.

## История
Одним из самых распространённых способов борьбы с властью во все времена было ускользание из поля деятельности государств. Отдельные люди и целые сообщества, спасаясь от рабства, поборов и повинностей равнинных деспотий, часто покидали родину и уходили в труднопроходимые земли — горы, пустыни, джунгли, болота, куда было непросто и недёшево проникнуть служителям порядка и сборщикам податей. Жизнь поселений в подобных местах протекала вдали от цивилизации с её писаной историей, потому до сих пор изучена слабо. Ван Схендел отмечает, что из-за отсутствия в Зомии сильного государства она плохо картографирована и исследована. Значительная часть истории Зомии прошла без государственного устройства: власти появлялись на короткий промежуток времени, почти ничего не контролировали за воротами царских дворов и не могли планомерно извлекать ресурсы с подданных. Уход из сфер влияния равнинных государств знаменовал отказ от сложной социальной организации во имя мобильности. Сама культура населяющих Зомию народов направлена на то, чтобы не позволять устояться иерархиям. У качинов существует традиция убийства вождей, которые стали слишком авторитарными, а лаху и лису целенаправленно отвергают организацию поселений крупнее, чем родовой хутор. Располагаясь на периферии нескольких государств, жители региона находятся с ними в антагонистических отношениях, так как власти прилегающих государств проводили политику насильственного переселения, запрещали местным обучать детей на родных языках, закреплять право на землю, строить плотины, охранять дикую природу и производить лесозаготовку, что только способствовало укреплению недоверия к государственному контролю. Помимо стремления к автономии, люди бежали в горы от эпидемий зоонозных инфекций, часто случающихся на густонаселённых равнинах, а жизнь в неблагоприятных природных условиях делала горцев закалёнными и более здоровыми.
Отказ жителей Зомии от письменности и предпочтение ими фольклора связаны с тем, что письмо выгодно государству для переписи населения и последующего обложения налогами, как следствие, людьми становится проще управлять. Помимо обслуживания нужд бюрократии, письменность способствовала разделению общества на классы. Рабочий народ не посвящался князьями в тайны писаного слова, знание ревностно охранялось небольшим элитарным кругом. Из-за отказа от письменности и упования на сказителей в Зомии не создавалось единой картины прошлого, отчасти ради безопасности жителей, отчасти из-за искажений при передачи легенд из уст в уста.
Помимо отказа от писаных текстов, общества Зомии ускользали от наступления государства и хозяйственными методами. Оседлому земледелию предпочиталось кочевое, а ему, в свою очередь, собирательство. Равнинное земледелие делало крестьян уязвимыми перед государством и лишало их не только мобильности, но также идентичности. Из-за полицейского контроля, изъятия имущества и налоговой кабалы равнинных жителей ждала унификация, утрата своеобразия и исторической памяти. Чтобы избежать этого, приходилось возделывать культуры, растущие на скудных почвах, и спешно покидать обжитые места. Таковыми культурами были, к примеру, кукуруза, корнеплоды и клубнеплоды вроде картофеля. До завоза этих культур в Старый Свет горцы возделывали овёс, ячмень, просо, гречиху, капусту и репу. Помимо подсечно-огневого земледелия и собирательства, местные жители занимались охотой и рыболовством, чем распределяли риски и обеспечивали разнообразный рацион питания. В случае нападения общины горных земледельцев отступали и рассеивались, прихватив урожай. В отличие от картофеля, зерно проще обложить налогом, ведь оно легко поддаётся учёту и долго хранится; посевы злаков легко уничтожить, ввергнув крестьян в голод. Сообщества, возделывающие клубнеплоды и корнеплоды, могут рассеиваться на больших территориях и нуждаются в меньшем уровне коммуникации по сравнению с оседлыми крестьянами, что способствует устойчивости к порабощению государствами и формированию внутренних иерархий. Те же, кто остался на равнине возделывать рис и прочие злаки, подвергались дальнейшей эксплуатации и унификации правителями.
Кроме географической труднопроходимости, отличительной чертой безгосударственной периферии была национальная и культурная пестрота, сосуществование множества языков и религий. Этническая принадлежность такого общества текуча, что обусловлено специфичными методами уклонения от власти. Многие жители Зомии обладают умениями менять национальную принадлежность и язык за короткий интервал времени благодаря близкому общению с другими народами. Интересны так называемые «этнические амфибии»: находясь среди иной культуры, этнические амфибии учатся почти безупречно соответствовать требованиям любого вида культуры. Представители народа подсечно-огневых земледельцев и анимистов лава, говорящие на мон-кхмерском языке, столь же искусны в тайском, равнинном земледелии и буддизме, что буквально за ночь могут переехать в долину и выдать себя за тайцев. Несмотря на маскировку и обилие имеющихся в запасе идентичностей, горные народы твёрдо знают, кем являются, а кем нет. Ещё одним способом введения чиновников в заблуждение было создание фальшивой верховной власти: лису в Северном Таиланде выдавали за старосту человека, на деле не имевшего никакого влияния в общине; в горных деревнях Лаоса по требованию колониальной администрации являлись местные фиктивные чиновники, пока настоящие уважаемые фигуры решали все вопросы, включая назначение лже-чиновников.
На основании изучения Зомии Джеймс Скотт пришёл к выводу: прежние представления о том, что якобы этнос создаёт государство как следующую ступень развития, были ошибочными. Наоборот, государство создаёт этнос: либо как принудительное установление с навязанной сверху идентичностью, либо этнос возникает вследствие бега от государства и добровольного самоопределения как побочный эффект. В последнем случае этнос — довольно условная идентичность, которая получается путём сопротивления государственности самоуправляемого общества. Культуру народов Зомии не стоит воспринимать как нечто примитивное: люди сами выбрали их жизнь, явив пример альтернативы всепоглощающему государственному подчинению. Продолжительное существование Зомии позволяет иначе взглянуть на развитие человечества: путь от первобытности к национальным государствам с их способами производства не кажется больше единственно верным, скорее на протяжении истории государственное и антигосударственное начала конкурировали между собой, порождая всё новые формы жизненного уклада.
Зомия постепенно уменьшается в размерах из-за политики прилегающих государств, несмотря на то, что во многих местах контроль над жителями затруднён, например, в Мьянме.
Уклонение от налогов в офшоры, уход пользователей в даркнет, применение шифрования и криптовалюты во многом напоминает стратегию жителей Зомии. Термин «Зомия» применяется не только к вышеописанному региону Азии, но может существовать в качестве метафоры специфического порядка без государства. Зомия служит примером в дискуссиях о жизни в несостоявшихся государствах, о дистанцирующихся от государства иных народах и регионах и о некоторых проектах анархистов.

## Критика
Критики обвиняют Скотта в географическом детерминизме. Часть антропологов, изучающих племена в тех же местностях, считают, что Скотт неверно интерпретировал некоторые особенности поведения местных жителей, отчасти это связано с колоссальным разнообразием этносов, обитающих в Зомии, вникнуть во всё многообразие которых невозможно чисто физически. По мнению противников Скотта, отношения горцев с равнинными государствами сложнее чистого неприятия. Это более запутанный симбиоз недоверия и выгоды: часто зомийцы пользовались защитой государства или сами защищали его, как, например, гуркхи, нередко с государствами велась взаимовыгодная торговля. Способы земледелия в большей степени определялись жаждой выгоды, нежели бунтарским духом. Виктор Либерман показал, что у населения горных районов Калимантана есть признаки народов Зомии, хотя поблизости никогда не было сильных равнинных государств. Также Либерман отмечает слабое использование Скоттом источников на бирманских языках, что ставит под сомнение некоторые выводы Скотта относительно Зомии, кроме того, Либерман указывает на недооценённую важность морской торговли в формировании культурных общностей. Том Брасс сомневается, что жители Зомии добровольно бежали от государства на возвышенности. Скорее, это новая постмодернистская интерпретация, не подтверждённая этнографическими данными. Согласно этнографическим полевым исследованиям, люди, живущие в высокогорьях, не выбирали свою участь, а мигрировали в горы вынужденно, потому что были изгнаны с равнин.